# 青山城 (肥前国)
青山城（あおやまじょう）は、佐賀県唐津市山本にあった中世の日本の城（山城）。

## 概要
唐津市の松浦川左岸にある標高119.9メートルの城山の山頂に位置する。築城年代は不明だが、岸岳城の支城として同時期に築かれた。少弐政資が1494年（明応3年）に松浦郡を攻めた際、落城している。戦国時代には波多氏の家臣・青山氏が居城とし、1593年（文禄2年）に波多氏が改易されると当城も廃城となった。